# Här kommer alla känslorna (på en och samma gång)
Här kommer alla känslorna (på en och samma gång), släppt 23 juni 2003, var tillsammans med Spegelboll den första singeln och tredje spåret på albumet Mazarin av Per Gessle. Låten fick en Grammis som "Årets låt 2003", samt Rockbjörnen i kategorin "Årets svenska låt".
Per Gessle är också kompositör till låten, som han skrev juli 2002.
2009 gjorde vissångaren Lars Demian en tolkning av låten på EP:n Att inte vara Pär Gezzle.
2020 gjorde bandet Hemliga Klubben sin version släppt som en singel. 
I Dansbandskampen 2010 tolkades låten av Willez.

## Singeln

### Låtlista
1. Här kommer alla känslorna (på en och samma gång)
2. Nu är det ju juli igen, ju (instrumental)

### Listplaceringar
På den svenska singellisistan låg den i sammanlagt 23 veckor, med åtta raka topplaceringar.
| Lista (2003) | Position |
| ------------ | -------- |
| Sverige      | 1        |

## Övriga resultat
Melodin testades på Svensktoppen och tog sig in på listan den 15 juni 2003. Den nådde då andraplatsen för att veckan därpå hamna på första platsen. Den 21 mars 2004 avslutades besöket på Svensktoppen, som totalt varade i 41 veckor, varav 22 veckor på första plats, innan besöket var över. Melodin räknades enligt poängsystemet som mest framgångsrika melodi på Svensktoppen under 2003.
På Tracks-listan låg den som nykomling direkt i topp vid omstarten, efter sommaruppehållet, den 23 augusti 2003. Den tillbringade totalt sex veckor på Trackslistan, och låg där sista gången den 27 september 2003.